# Manoir de Falkenberg
Le manoir de Falkenberg (Herrenhaus Falkenberg) est un petit château situé dans la commune de Lürschau de l'arrondissement de Schleswig-Flensburg dans l'État du Schleswig-Holstein, en Allemagne.

## Historique
Le général-comte Heinrich von Reventlow (1763-1848), époux de Sophie von Baudissin (1778-1853), achète le domaine et fait construire, sur les ruines d'une ancienne demeure seigneuriale fortifiée, un petit manoir néoclassique entre 1796 et 1804 qu'il nomme Falkenberg (littéralement Mont-Faucon) à cause des faucons qui survolent les terres en automne vers le sud et au printemps en direction du nord. Les terres se trouvent au bord de l'Ochsenweg, route historique qui va de Viborg à Hambourg.
La demeure est bâtie par le fameux architecte de l'aristocratie locale et surtout du comte von Schliemmelmann, qualifié d'homme le plus riche d'Europe du nord, Carl Gottlob Horn (1734-1807). Les fresques intérieures de style pompéien, disparues aujourd'hui, sont l'œuvre de Giuseppe Anselmo Pellicia.
La fille du comte von Reventlow, Fanny (1803-1856), et son époux, le baron Adolph von Blome (1798-1875), héritent du château. Ce dernier est chambellan, conseiller secret et écuyer à la cour de Danemark et fut ambassadeur du Danemark à Londres. Le domaine souffre au milieu du XIXe siècle car pendant la guerre des Duchés, la route nord-sud qui traverse le domaine et le parc, est le théâtre de combats.
Le roi Frédéric VII de Danemark (1808-1863) achète le manoir et son domaine en 1851 pour en faire un pavillon de chasse. Ses invités dînent dans la salle-à-manger de chasse de 12 mètres sur 6 mètres que le roi a fait arranger dans l'ancienne salle de bal. On remarque encore aujourd'hui les initiales du roi F. R. (Friedericus Rex), au-dessus de la porte d'entrée.
Depuis 1971, le château est la propriété de la famille von Samson-Himmelstjerna, d'origine germano-balte, qui exploite les terres agricoles du domaine à partir de 1958.

## Notes

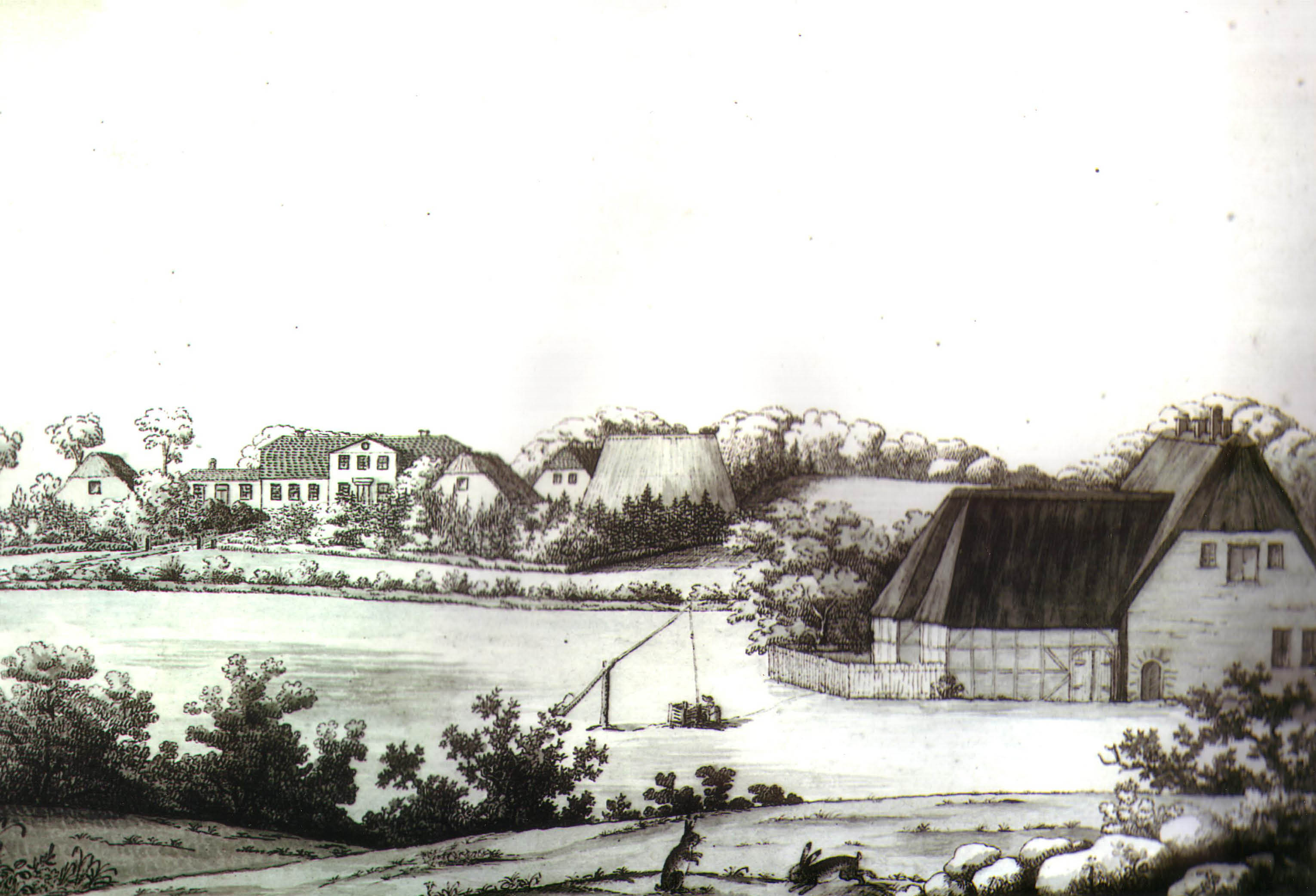
Le manoir en 1819, dessin de la comtesse Sophie von Reventlow